# Cryptopristus harrisii
Cryptopristus harrisii is een vliesvleugelig insect uit de familie Torymidae. De wetenschappelijke naam is voor het eerst geldig gepubliceerd in 1862 door Fitch.